# Кушнарьов Веніамін Михайлович
Веніамін Михайлович Кушнарьов (14 січня 1902, станиця Новороговська Кубанської області, тепер Краснодарський край,Російська Федерація — 19 серпня 1986, дачне селище Передєлкіно, Московська область, тепер Російська Федерація) — радянський партійний діяч, 1-й секретар Марійського обкому ВКП(б). Депутат Верховної Ради СРСР 1-го скликання (з 1941 року).

## Біографія
Народився у родині кубанських козаків. У квітні — жовтні 1919 р. — секретар школи садівництва у місті Вірному (тепер — Алмати). У 1919 році вступив до комсомолу. У жовтні 1919 — січні 1921 р. — переписувач Всеросійського перепису облвиконкому у місті Вірному. У січні — травні 1921 р. — помічник завідувача сільськогосподарської ферми при школі садівництва у місті Вірному.
У травні — липні 1921 р. — учень ремісничої школи в Ташкенті. У липні 1921 — вересні 1922 р. — учень Ташкентської партійної школи.
У вересні 1922 — квітні 1923 р. — завідувач земельного відділу в місті Чимбай Туркестанської АРСР. У квітні — жовтні 1923 р. — завідувач обліково-статистичного підвіділу Чимбайського міського комітету ВКП(б) Туркестанської АРСР.
Член РКП(б) з вересня 1923 року.
У жовтні 1923 — квітні 1924 р. — статистик ради професійних спілок у Ташкенті.
У квітні 1924 — березні 1926 р. — у Червоній армії: політичний боєць 1-го кавалерійського полку РСЧА у східній Бухарі.
У березні 1926 — березні 1929 р. — завідувач відділу соціального забезпечення, у березні 1929 — квітні 1932 р. — завідувач кадрів, начальник 2-го сектору тресту «Союзнафта» у Ташкенті. У квітні 1932 — лютому 1933 р. — начальник 2-го сектору тресту «Союзсірка» у Ташкенті. У лютому 1933 — квітні 1934 р. — завідувач кадрів Узбецької республіканської контори «Заготскот» у Ташкенті.
У квітні 1934 — липні 1937 р. — студент Московської академії харчової промисловості. Здобув спеціальність інженера-технолога харчової промисловості.
У липні 1937 — 1938 р. — виконувач обов'язків голови виконавчого комітету Орджонікідзевської крайової ради депутатів трудящих. У вересні 1938 — лютому 1939 р. — відповідальний організатор ЦК ВКП(б) у Москві.
2 березня 1939 — 30 квітня 1942 р. — 1-й секретар Марійського обласного комітету ВКП(б).
З травня 1942 року — в Червоній армії, учасник німецько-радянської війни. У травні 1942 — січні 1944 р. — інспектор, заступник начальника політичного відділу управління тилу 27-ї армії Північно-Західного фронту. У січні 1944 — серпні 1946 р. — заступник інтенданта із політичної частини 70-ї армії 2-го і 1-го Білоруських фронтів.
У вересні 1946 — лютому 1948 р. — заступник голови виконавчого комітету Курської обласної ради депутатів трудящих. У лютому 1948 — червні 1955 р. — завідувач відділу місцевої промисловості виконавчого комітету Курської обласної ради депутатів трудящих. У червні 1955 — червні 1957 р. — керуючий Курського обласного Хліботресту. У 1956 році закінчив заочно Вищу партійну школу при ЦК КПРС у Москві.
У червні 1957 — липні 1983 р. — на пенсії у місті Курську. У липні 1983 — серпні 1986 р. — на утриманні в будинку ветеранів партії у селищі Передєлкіно Московської області.

## Звання
- майор
- підполковник

## Нагороди
- орден Червоної Зірки
- орден Вітчизняної війни 1-го ст. (6.11.1985)
- медалі